# Aleksander (Mogilow)
Aleksander, imię świeckie Aleksandr Mogilow (ur. 18 maja 1957 w Kirowie) – rosyjski biskup prawosławny.

## Życiorys
Urodził się w rodzinie robotniczej. W latach 1977–1979 uczył się w seminarium duchownym w Leningradzie. Po jego ukończeniu wrócił do rodzinnego miasta, gdzie przez cztery lata był osobistym sekretarzem biskupa kirowskiego i słobodzkiego Chryzanta. W 1990 ukończył wyższe studia teologiczne w Moskiewskiej Akademii Duchownej. 1 sierpnia 1983 przyjął święcenia diakońskie, zaś następnego dnia – kapłańskie. W 1985 został proboszczem parafii przy soborze św. Serafina z Sarowa w Kirowie. 
21 września 1989 złożył wieczyste śluby zakonne, zachowując imię Aleksander, lecz zmieniając patrona (został nim święty mnich Aleksander Świrski w miejsce Aleksandra Newskiego). Trzy dni później otrzymał godność archimandryty. 27 września 1989 w soborze Objawienia Pańskiego w Moskwie miała miejsce jego chirotonia na biskupa kostromskiego i galickiego.
W 1992 został przewodniczącym komisji badającej działalność radzieckich służb specjalnych w Rosyjskim Kościele Prawosławnym. Od 2000 do 2010 był również przewodniczącym synodalnego wydziału ds. młodzieży. Od 1994 zasiada w radzie ds. młodzieży przy prezydencie Federacji Rosyjskiej. 25 lutego 1994 otrzymał godność arcybiskupią.
W marcu 2010 Święty Synod Rosyjskiego Kościoła Prawosławnego powierzył mu tymczasowy zarząd eparchii astańskiej i ałmackiej, którą kieruje na stałe od 28 lipca 2010 jako metropolita astański i kazachstański. Od października 2010 do lutego 2011 zarządzał również, jako locum tenens, eparchią karagandyjską.